# Midterkonsol
Midterkonsollen betegner i en bil den del af instrumentbrættet, som er monteret omtrent i knæhøjde mellem fodrummene foran fører- og passagersædet, og som regel strækker sig op til armlænet mellem forsæderne. Midterkonsollen indeholder som regel betjeningselementer til komfortudstyr som f.eks. klimaanlæg og bilradio/navigationssystem; i de fleste biler indeholder den også gearstangen og håndbremsegrebet.
Efter at midterkonsollen i lang tid havde været domineret af separate systemer som radio og klimaanlæg, overtages disse funktioner i flere og flere bilmodeller af integrerede infotainmentsystemer, hvor de hidtil monterede betjeningselementer er blevet samlet i én central betjenings- (f.eks. iDrive) og visningsenhed (f.eks. et LCD-display). Fordelen ved dette er, at det er nemmere at betjene systemerne, mens ulempen er at det ikke er muligt at udskifte eller eftermontere enkelte elementer.
I mange biler er midterkonsollen også udstyret med mindre fralægningsrum, kopholder og askebæger/cigarettænder.